# سان دونا دي بيافي
San Donà di Piave سان دونا دي بيافي. مدينة في مقاطعة فينيسيا بإقليم فينيتو شمال شرق إيطاليا، يبلغ عدد قاطنيها 40.014 ساكن. تبعد عن مدينة البندقية 45 كم، و 30 كم عن مدينة تريفيزو من تريفيسو. يمر بها نهر بيافي.

## السكان
في سنة 1871 بلغ عدد السكان 8٬010 نسمة، وتطور العدد ليصل في سنة 2011 لـ 40٬646 نسمة.
يظهر هذا المخطط البياني تطور النمو السكاني لـ سان دونا دي بيافي

## التاريخ
يعود تاريخ سان دونا كقرية إلى العصور الوسطى (اسمها جاء نسبة إلى مصلى سان دوناتو) في موقع استراتيجي بين أراضي تريفيزو وجمهورية البندقية.
تأثرت سان دونا والمنطقة بالأحداث الإنسانية والتاريخية التي وقعت بين القرنين الحادي عشر والثالث عشر، وتعدد ملّاكها الذين كان من ضمنهم عدة شخصيّات من أعضاء عائلة إتسيليني. المُلك الذي تم كشفه وحصره وتوثيقه بدقة بعد هزيمتهم النهائية في عام 1260.
تحلت سان دونا بمظهرها الحديث بعملية إعادة الإعمار، بعد التدمير شبه الكامل خلال الحرب العالمية (معارك يبافي)، وقصف الحرب العالمية الثانية.
حتى القرن التاسع عشر كانت منطقة مستنقعات وملاريا ؛ في بداية القرن العشرين ولدت جمعية تصريف مياه أسفل بيافي.

## توأمة
لسان دونا دي بيافي اتفاقيات توأمة مع:
- فيلنوف سور لوت

## أعلام
- ماسيمو أورلاندو
- مانويل باسكوال
- سامويلي دالا بونا
- بافل سيفاكوف
- مورينو أرجنتين